# Eugène Van Schoubroeck
Eugenius (Eugène of Eugeen) Ludovicus Josephus Van Schoubroeck (Herentals, 22 november 1856 - Brussel, 18 oktober 1916) was een Belgisch nijveraar en politicus voor de Katholieke Partij.

## Levensloop
Van Schoubroeck groeide op in vooraanstaande textielnijverheidsfamilie te Herentals. De fabriek was gesticht door zijn grootvader (Joannes) en daarna overgedragen aan diens zonen Julien en Caspar. Zijn vader (Julien) was daarnaast - evenals zijn grootvader - politiek actief.
In 1888 huwde Van Schoubroeck met de dochter van een rijke Turnhoute industrieel uit de familie Glénisson. Na het overlijden van zijn vader in september 1895 volgde hij deze vanaf 4 januari 1896 op als burgemeester van Herentals, een functie die Van Schoubroeck zou uitoefenen tot zijn aanstelling in 1912 als bestendig afgevaardigde van de provincie Antwerpen. Hij maakte op dat moment reeds sinds 1900 deel van de Antwerpse provincieraad als opvolger van Remi Le Paige. Hij werd in de hoedanigheid van burgemeester opgevolgd door Jan-Baptist Rombauts. De functie van gedeputeerde oefende hij uit tot aan zijn overlijden.
Hij verkreeg het ereteken van ridder in de Kroonorde.